# Trichocera minuta
Trichocera minuta är en tvåvingeart som beskrevs av Tokunaga 1938. Trichocera minuta ingår i släktet Trichocera och familjen vintermyggor. Inga underarter finns listade i Catalogue of Life.